# Così parlò Zarathustra (Strauss)
Così parlò Zarathustra (Also sprach Zarathustra), op. 30 è uno dei poemi sinfonici più noti di Richard Strauss scritto nel 1896.

## Storia
Strauss iniziò la composizione a Monaco nel febbraio 1896 e la terminò nel seguente mese di agosto. Il poema è ispirato all'omonima opera poetico-filosofica del filosofo tedesco Friedrich Nietzsche. Il musicista era molto interessato e affascinato dalla figura del mistico Zarathustra e dal mito dell'oltreuomo. All'inizio pensò di apporre sulla partitura un sottotitolo particolare: Ottimismo sinfonico in forma fìn-de-siècle, dedicato al XX secolo, ma successivamente si decise per una frase più semplice e scelse la scritta Liberamente da Nietzsche per grande orchestra; subito sotto mise la prima parte della prefazione dell'opera di Nietzsche, come riferimento, dove si narra come Zarathustra iniziò la sua predicazione a trent'anni dopo aver lasciato il proprio paese chiedendo la benedizione del sole. Il musicista scelse poi otto frasi del libro che appose all'inizio di ognuna delle diverse parti del poema. Poiché vi sono molti riferimenti a danze e canti, probabilmente la scelta derivò da motivazioni strettamente musicali. L'orchestra utilizzata fu la più ampia impiegata da Strauss fino a quel momento, comprende infatti ben sei corni, quattro trombe, percussioni rinforzate e l'introduzione dell'organo.
Il poema è nel repertorio sinfonico sin dalla sua prima esecuzione, diretta dall'autore a Francoforte sul Meno alla Saalbau il 27 novembre 1896.

## Struttura
Il brano è diviso in un'Introduzione e otto episodi suonati con solo tre pause definite. Strauss diede il nome alle sezioni in base ad alcuni capitoli selezionati del romanzo di Friedrich Nietzsche: nei vari movimenti
1. Einleitung (Introduzione): dovrebbe rappresentare a seconda delle interpretazioni la Creazione o l'avvento della nuova era dell'oltreuomo.
2. Von den Hinterweltlern (Degli uomini che vivono in un mondo dietro il mondo): qui gli ottoni citano il centone gregoriano "Credo in unum Deum" ovvero "Credo in un solo Dio" a rappresentare nel massimo della sintesi la fede.[3]
3. Von der großen Sehnsucht (Del grande struggimento): a rappresentare forse l'epoca dello Sturm und Drang. Qui c'è una citazione liturgica del Magnificat.
4. Von den Freuden und Leidenschaften (Delle gioie e delle passioni): la parola agli archi dell'orchestra, al massimo della tensione. I tromboni espongono il tema del taedium vitae.
5. Das Grablied (Canto funebre): parte in cui prevalgono gli archi.
6. Von der Wissenschaft (Della scienza): a rappresentare scientismo, positivismo, è una fuga che ha per soggetto tutte e sole le dodici note.
7. Der Genesende (Il convalescente): porta a compimento la tensione del movimento precedente, poi, dopo un brusco stacco determinato da uno "strappo" degli archi nel registro basso riparte dal mistero per dirigersi verso l'atmosfera del brano successivo di cui anticipa ampiamente lo spirito.
8. Das Tanzlied (Il canto della danza): viene ripreso il tema del taedium vitae trasfigurato sotto forma di valzer.
9. Das Nachtwandlerlied (Canto del sonnambulo): coda in cui il finale viene lasciato in sospeso evitando la cadenza sulla tonica (B1) e concludendo invece sulla stessa nota di basso (C2) che si sente all'inizio dell'Introduzione.

## Organico
| - legni: - ottavino - tre flauti (3° anche ottavino) - tre oboi - corno inglese - clarinetto piccolo in Mi bemolle - due clarinetti in Si bemolle e La - clarinetto basso - tre fagotti - Controfagotto - ottoni: - sei corni in Fa e Mi - quattro trombe in Do e Mi - tre tromboni - due tube | - timpani e percussioni: - grancassa - piatti - triangolo - Glockenspiel - campana in Mi basso - due arpe - organo - archi: - 16 violini primi - 16 violini secondi - 12 viole - 12 violoncelli - 8 contrabbassi con l'ultima corda intonata in Si grave. |

## Discografia
Celebri riferimenti discografici sono le quattro versioni ufficiali di Herbert von Karajan datate rispettivamente 1959 (Decca), 1974 (DG), 1984 (DG) e 1987 (Sony Classical Live DVD).
La prima incisione fu fatta nel 1935 con Sergej Kusevickij e la Boston Symphony Orchestra. Nel 1944 Strauss diresse la Filarmonica di Vienna in una registrazione sperimentale ad alta fedeltà del pezzo, realizzata su un registratore a nastro Magnetophon tedesco. Questa fu successivamente pubblicata su LP da Vanguard Records e su CD da varie etichette. L'amico e collega di Strauss, Fritz Reiner, realizzò la prima registrazione stereofonica della musica con la Chicago Symphony Orchestra nel marzo del 1954 per la RCA Victor. Nel 2012 la registrazione di Fritz Reiner è stata aggiunta all'elenco nazionale del 2011 del Registro di registrazione della Library of Congress delle registrazioni sonore americane "culturalmente, storicamente o esteticamente importanti".
La fanfara iniziale, intitolata "Sunrise" nelle note di programma del compositore, è molto celebre come introduzione al film 2001: Odissea nello spazio di Stanley Kubrick, ma per complicati motivi di diritti di copyright nei titoli di coda del film gli interpreti non furono accreditati. La registrazione della fanfara di apertura utilizzata per il film è stata eseguita dalla Filarmonica di Vienna e diretta da Herbert von Karajan.

## Altre versioni e arrangiamenti
- Nella versione discografica originale della colonna sonora di 2001: Odissea nello spazio l'introduzione al poema sinfonico è eseguita dall'Orchestra Filarmonica di Berlino, diretta da Karl Böhm.
- Popolare negli anni settanta l'arrangiamento fusion nel singolo del 1973 del pianista brasiliano Eumir Deodato (CTI Records – ED 7001), album Prelude (CTI Records – CTI 6021), utilizzato poi nel film Oltre il giardino (1979).
- Slok (1972), opera prima del regista comico John Landis, su uno scimmione preistorico che terrorizza la provincia americana, irride 2001: Odissea nello spazio sulle note di Richard Strauss.
- Nel film di Tim Burton La fabbrica di cioccolato, è presente l'introduzione del brano quando in una stanza detta del "Telecioccolato", vi è la presenza di un macchinario che teletrasporta barrette di cioccolato all'interno di un televisore. Al momento del teletrasporto effettuato la barretta è in piedi (chiaro riferimento al monolito di 2001: Odissea nello spazio) e in TV viene trasmesso un documentario sulle scimmie (un altro riferimento al capolavoro di Kubrick, ovvero la scena iniziale del film).
- Elvis Presley era solito utilizzare un riarrangiamento di questa opera come brano di apertura dei suoi concerti.
- I Deep Purple, nel 1968, nell'album The Book of Taliesyn, usarono l'Introduzione per aprire il brano River Deep - Mountain High, cover di Ike & Tina Turner.
- Nel 1973 la Prophetic Band incide la cover del brano in un singolo (Derby – DBR 1455), inserita nella compilation Una serata... d'amore (Derby – 40 DBR 65641).
- Nel 1978 Little Tony con le Baba Yaga e la Little Rock Band incidono la cover del brano per l'album Tribute to Elvis.
- Il gruppo musicale alternative rock statunitense Green Day ha utilizzato l'introduzione dell'opera come apertura dei concerti del tour di supporto all'album American Idiot, avvenuto nel 2005. Anche il gruppo musicale statunitense Dream Theater fece altrettanto durante il tour di supporto all'album Systematic Chaos, avvenuto tra il 2007 ed il 2008.
- La musica venne usata come ingresso ring del wrestler 16 volte campione del mondo Ric Flair.